# St. Mauritius (Frankfurt)
Die neugotische Kirche St. Mauritius ist die römisch-katholische Pfarrkirche im Frankfurter Stadtteil Schwanheim. Sie gehört zur Kirchgemeinde St. Jakobus, welche für die Stadtteile Schwanheim, Goldstein, Niederrad sowie den Frankfurter Flughafen zuständig ist.

## Geschichte

### Vorgeschichte

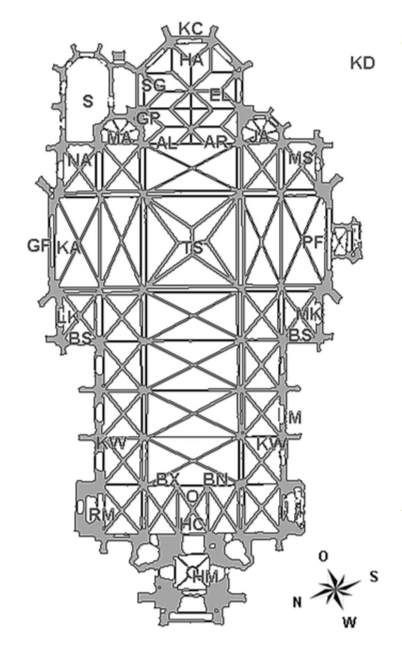
Grundriss von St. Mauritius

Der heutige Kirchbau hat drei beurkundete, vermutlich sogar vier Vorläufer. Im Jahre 880 erhebt König Ludwig der Jüngere seine Pfalzkapelle St. Salvator (der heutige Frankfurter Dom) zum Kollegiatstift und stattet diese mit weiteren Kirchen aus. Eine davon ist die Martinskirche im Feld in Sueinheim (urkundlicher Name von Schwanheim). Mit dieser frühen Erwähnung ist die Schwanheimer Pfarrei eine der ältesten im Bistum Limburg (früher dem Bistum Mainz zugehörig), die zudem die Reformation überdauert hat.
Nach einem Kirchenstreit um 1557 mit zum Evangelischen wechselnden Nachbargemeinden wurde die um 1410 bereits erweiterte Filialkapelle St. Mauritius zur Pfarrkirche erhoben. Dadurch war die erste Kirche „St. Martin im Feld“ ohne Funktion und wurde im Dreißigjährigen Krieg als Steinbruch benutzt. Auch beim Bau der am 26. Oktober 1687 geweihten neuen Dorfkirche wurden noch „72 Wagen Steine“ aus dieser Ruine geholt. Die Industrialisierung brachte Schwanheim ein starkes Bevölkerungswachstum und im Jahre 1862 beschloss man einen Neubau am damaligen Dorfrand an der Stelle der ehemaligen Mauritiuskapelle.

### Der heutige Kirchbau
Erster Spatenstich war am 22. September 1898 (Mauritiustag). 1901 wurde die im neugotischen Stil erbaute St.-Mauritius-Kirche nach taggenau drei Jahren Bauzeit eingeweiht. Architekt der Hallenkirche war der 1905 verstorbene Wiesbadener Joseph Dormann, ein Schüler von Max Meckel aus Freiburg (bekannt u. a. für den Umbau des Frankfurter Römers).
Errichtet in traditioneller West-Ost-Ausrichtung beträgt die Baulänge 47 m. Das Hauptschiff ist 16 m breit, das Querschiff 25 m. Die innere Höhe der Bögen erreicht 16 m. St. Mauritius hat 880 Sitzplätze und 1500 Stehplätze. Der Turm erreicht eine Höhe von 75 m. Das Kunsthandwerk in St. Mauritius stammt umfänglich von Bildhauern aus der Gemeinde. Der Blickfang ist der holzgeschnitzte Hochaltar, der am 10. Juni 1906 fertiggestellt wurde.
Von einem Vorgängerbau – vermutlich Mauritiuskapelle am selben Ort – wurden im Jahre 2001 die im Erdboden vergrabene Deckplatte mit dem Christuskorpus einer spätgotischen Grablegungsgruppe aus der Zeit kurz nach 1400 mit den zwei Köpfen umstehender Heiligenfiguren entdeckt. Die Fundstücke sind die ältesten Steinzeugen Schwanheims und seit 2008 in der Kirche aufgestellt.

## Ausstattung

### Hochaltar
Der Hochaltar nach Entwurf von Franz Gastell wurde am 10. Juni 1906 fertiggestellt. Er ist passend in den 16 Meter hohen Bogen des Schlussfensters des Chores gebaut. In seiner Form erinnert er an eine Monstranz, die in der katholischen Tradition ein Schaugefäß zur Anbetung und Verehrung des Leibes Christi in der Gestalt des Brotes ist. Anlässlich des hundertjährigen Jubiläums der Kirche im September 2001 wurde der Hochaltar aufwändig restauriert, insbesondere wurde die originale neugotische Farbgebung neu in Szene gesetzt.

Hochaltar
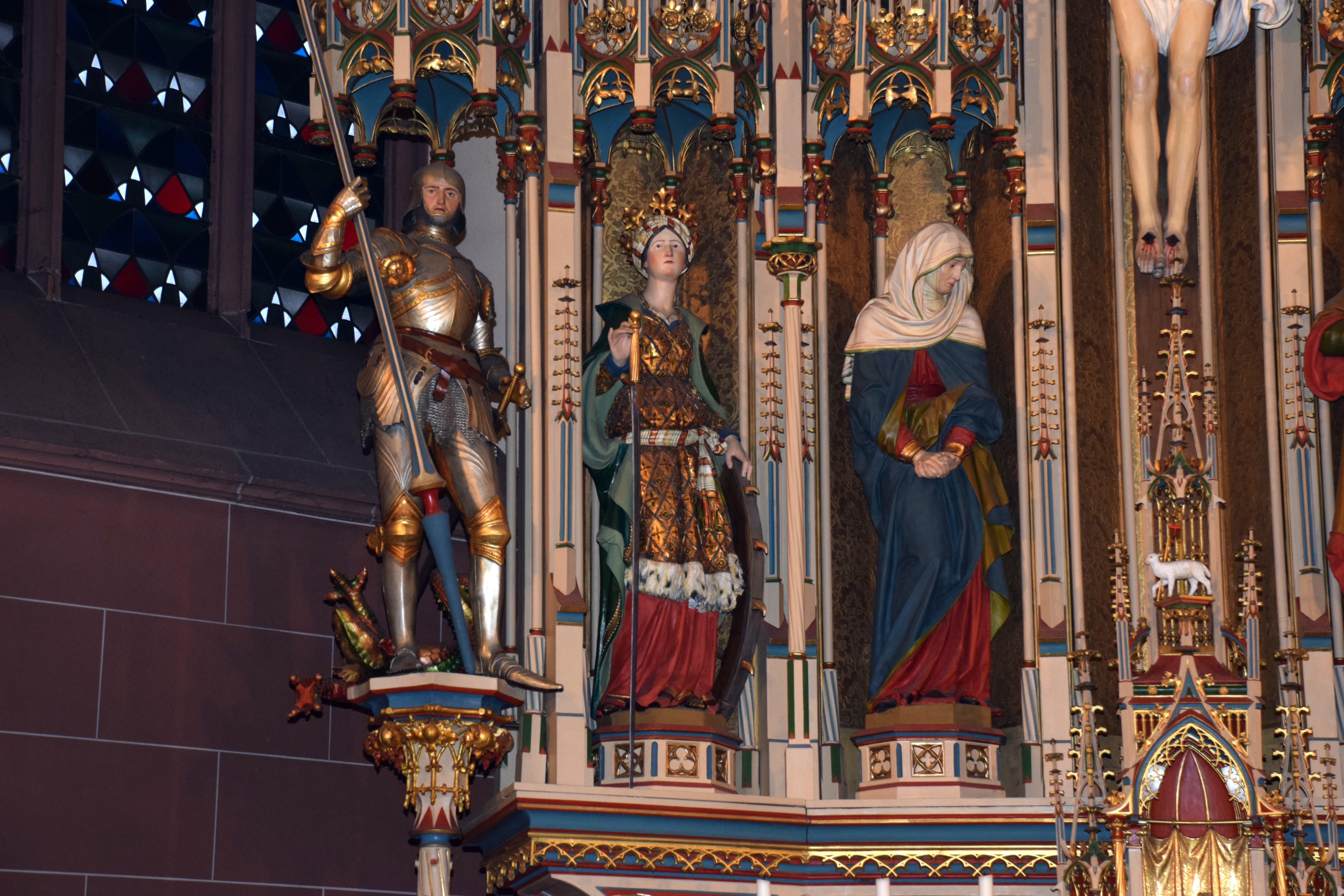
Von innen nach außen: Die Jungfrau Maria, Katharina von Alexandrien und der heilige Georg
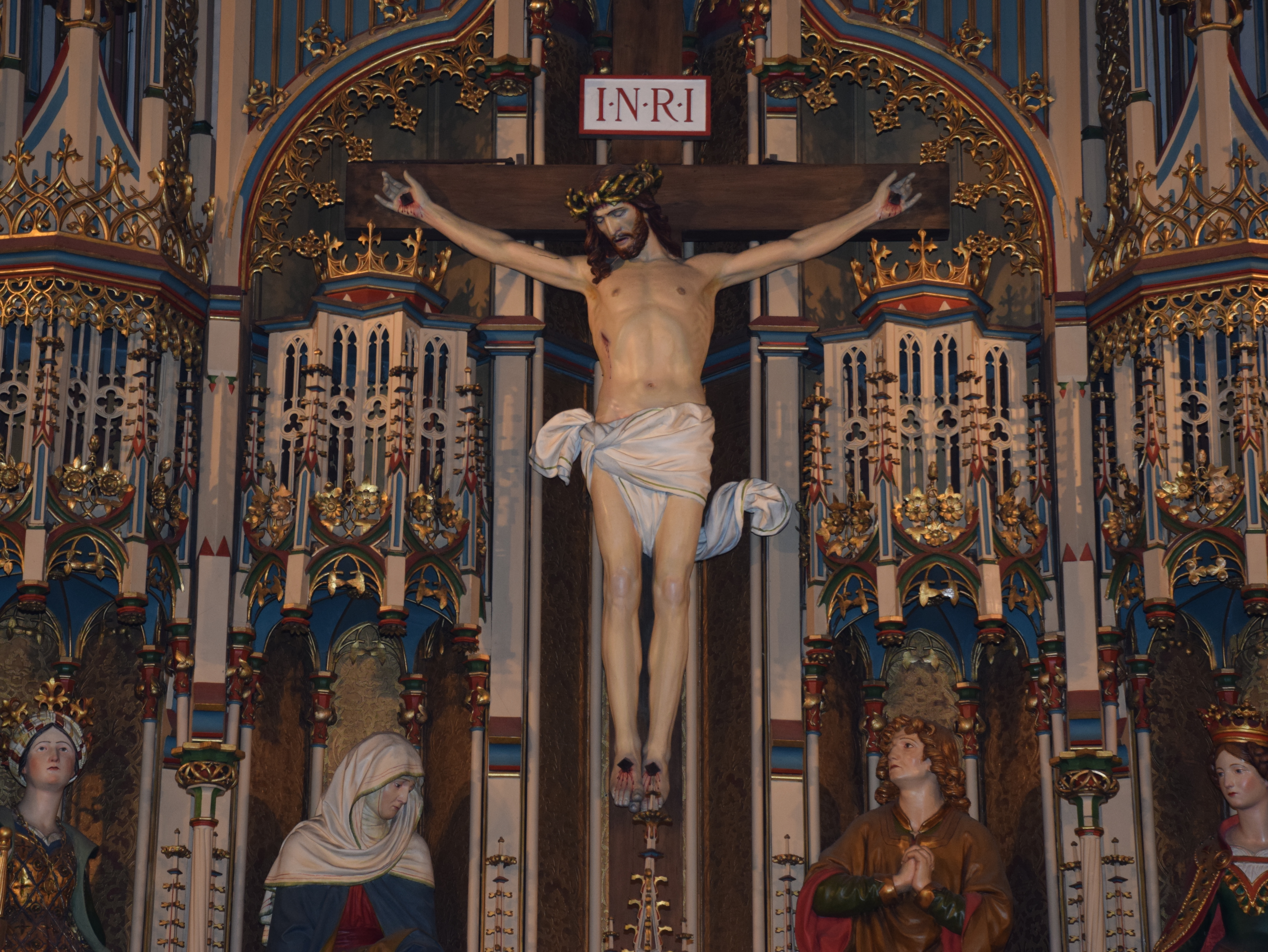
Jesus
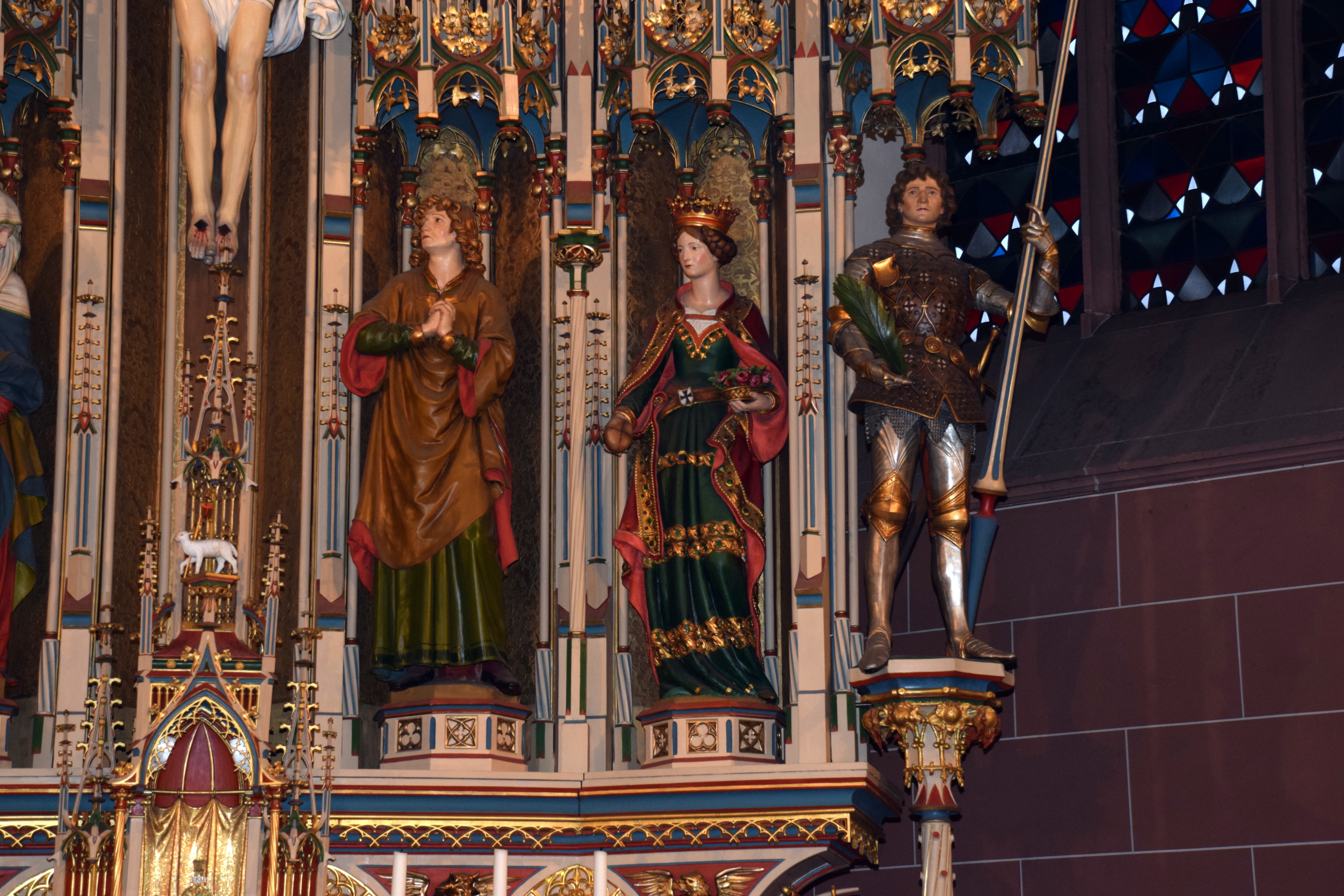
Von innen nach außen: Johannes, der Täufer, Elisabeth von Thüringen und der heilige Mauritius

Die senkrechte Mittelachse zeigt Jesus Christus in dreifacher Form: als den Gekreuzigten, darüber als den Verherrlichten, eingerahmt durch zwei Kinderengel mit Zepter und Reichsapfel, und über dem Tabernakel in der Gestalt der Eucharistie als Lamm. Auf den beiden Seiten des Kreuzes stehen jeweils drei Heiligenfiguren. Von innen nach außen steht links zuerst Maria, gefolgt von der heiligen Jungfrau Katharina von Alexandrien mit Rad und Schwert, den Attributen ihres Martyriums. Als Patronin der Feldfrüchte erinnert sie auch an die landwirtschaftliche Vergangenheit der Gemeinde. Links außen folgt ihr dann der heilige Georg. Rechts des Kreuzes stehen der Lieblingsjünger Johannes, gefolgt von Elisabeth in königlichem Ornat mit Krone, Heilige und Sinnbild der Nächstenliebe. Rechts außen als Schreinwächter der Kirchenpatron, der heilige Mauritius, eine Hand an der Lanze, in der anderen der Palmzweig als Friedenssymbol und Zeichen seines Martyriums.
Diese sechs lebensgroßen Skulpturen werden von zum Teil frei schwebenden Baldachinen mit floralem Schnitzwerk überdacht. Über der heiligen Katharina stehen auf einem reich profilierten Sockel mit Knospenkapitell zwei beliebte Volksheilige, die heilige Anna mit einer lesenden Maria auf dem Arm und ihr gegenüber der heilige Antonius von Padua. Den oberen Abschluss des Altares bildet ein Engel, in seinen Händen eine Krone haltend über dem verherrlichten Christus. Die waagrechte Achse des Altares, die Predella, symbolisiert das Fundament der Theologie mit den vollplastisch geschnitzten Symbolen der vier Evangelisten: geflügelter Mensch (Matthäus), Löwe (Markus), Stier (Lukas) und Adler (Johannes).

### Orgel
Die Orgel wurde 1908 von Carl Horn gebaut. Der Entwurf für das Pfeifengehäuse stammt von Franz Gastell, handwerklich ausgeführt von Christof Gastell. Die Orgel wurde ursprünglich mit 28 Registern gebaut. Sie war die größte je gefertigte Orgel in dieser Orgelwerkstätte, die vornehmlich kleinere Dorfkirchen im Limburger Raum ausstattete. Im Jahre 1986 wurde die Orgel auf 39 Register erweitert, darunter um weitere vier 16-Fuß Register. Der Tonumfang reicht von C bis f'''. Der neue Spieltisch hat drei Manuale und Pedal. Laut Abnahmegutachten des Orgelsachverständigen „erhielt die Mauritiuskirche erstmals ein Orgelwerk, das aufgrund seiner Dispositionserweiterung den großen Kirchenraum mit dem erforderlichen Klangvolumen auszufüllen vermag ... und in ihrer vielseitigen Klangpalette die Darstellung eines weiten Bereiches der Orgelliteratur und Improvisation zulässt“. 2011 erfolgte eine umfassende Reinigung und Restaurierung von Pfeifen und Orgelprospekt sowie die Ausstattung mit einem neuen Balg.

## Glocken
Das erste Geläut erklang 1901 im Motiv Salve Regina mit den Tönen c, e, g und a. Dem Ersten Weltkrieg fielen drei der vier Glocken zum Opfer. Sie wurden 1924 erneuert und um eine große ao ergänzt. 1942 mussten die Glocken wiederum kriegsbedingt abgegeben werden.

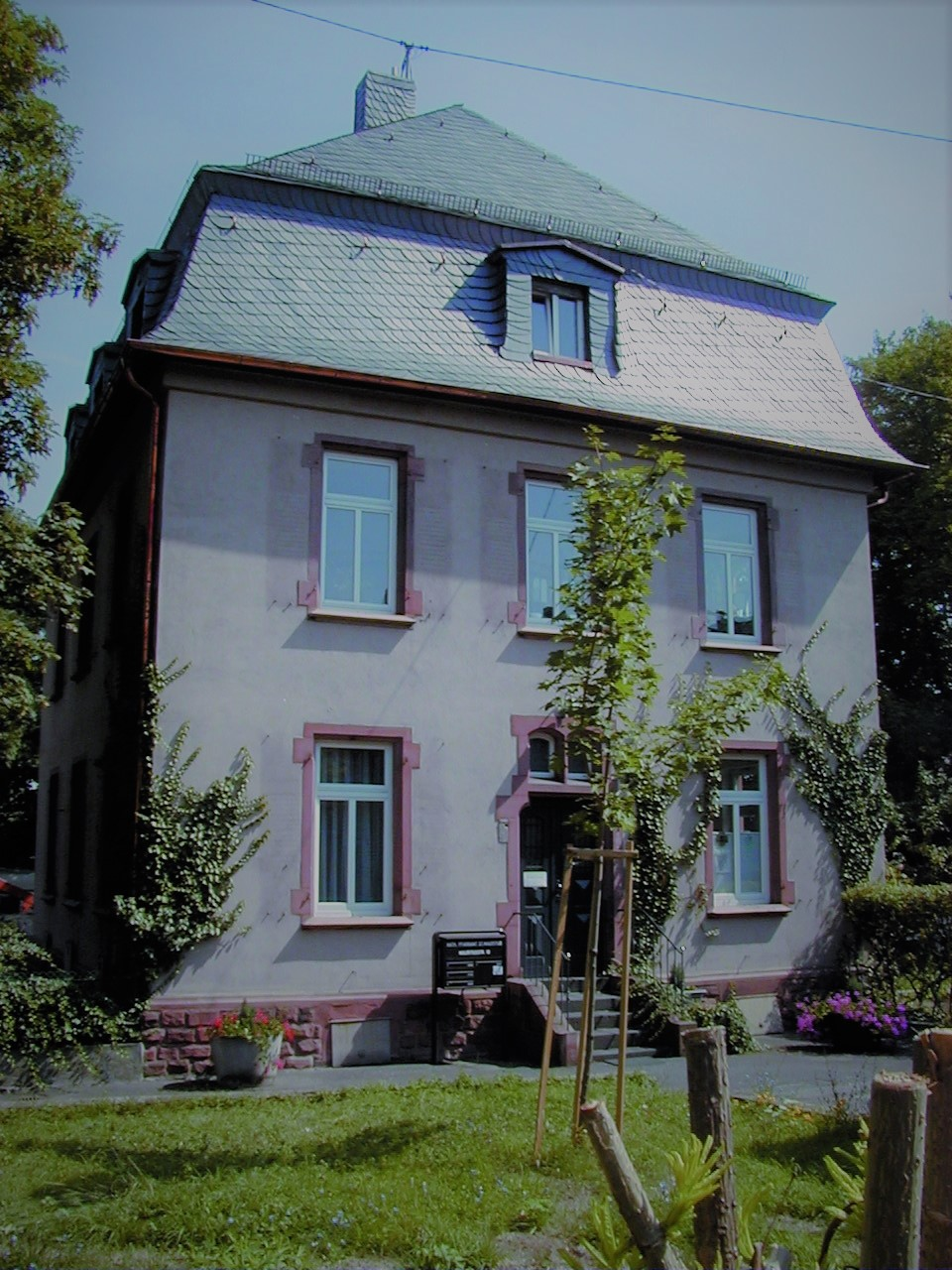
Das Pfarrhaus von St. Mauritius

Die heutigen sechs Glocken mit einem Gesamtgewicht von über 7 Tonnen wurden von Friedrich Wilhelm Schilling in Heidelberg gegossen (in den Jahren 1953, 1955 und 1956). Sie stellen ebenfalls ein erweitertes Motiv Salve Regina dar in den Tönen h0, dis, fis, gis, h und cis2.
1. St. Mauritius, 3.300 kg, ⌀ 1.718 mm, Schlagton h0, „Den Lebenden zur Mahnung, den Kriegsopfern zum Gedächtnis“

1. St. Antonius, 1.580 kg, ⌀ 1.355 mm, dis

1. St. Maria Assumpta, 885 kg, ⌀ 1.125 mm, fis1

1. St. Michael, 610 kg, ⌀ 995 mm, gis1

1. St. Joseph, 427 kg, ⌀ 871 mm, h1

1. St. Katharina, 275 kg, ⌀ 745 mm, cis2, (läutete von 1956 bis 2001 im Schwesternhaus)